# Але-Багу
Але-Багу — стратовулкан, розташований в регіоні Афар, Ефіопія. Розташований на північний захід від вулкана Ерта-Але. Досягає висоти 1031 м. Відмінною особливістю вулкану від інших довколишніх вулканів є його димляча активність, яка виходить з гарячих пірокластичних базальтових потоків лави. Головний кратер округлий, діаметром 750 м x 450 м, основа складається з трахітів. Глибина кратера близько 100 м. Лавові потоки спрямовані на північний захід і південний схід від жерла вулкану.
Навколишня місцевість складається з туфу, лапілів, вулканічних шлаків. До складу лапілі входять обсидіан, плагіоклаз, олівін, біла пемза. На вершині вулкану розташовані  фумароли.
В історичний період виверження вулкану офіційно не зафіксовані. На даний період слабка вулканічна активність проявляється у вигляді  фумарольних полів. Невеликі кратери розташовані уздовж північного схилу вулкану. Біля підніжжя вулкану розташоване село El Dom.

## Ресурси Інтернету
- Volcano Live — John Search [Архівовано 22 березня 2012 у Wayback Machine.]
- Volcano World — Oregon State University
- Volcanodb.com [Архівовано 1 вересня 2018 у Wayback Machine.]
- Mountain-Forecast.com [Архівовано 4 березня 2016 у Wayback Machine.]

## Виноски
1. ↑  Вулкан Але Багу. Global Volcanism Program. Смітсонівський інститут. Процитовано 22 липня 2012. (англ.)
2. ↑   Briggs Philip. Ethiopia: the Bradt Travel Guide / fifth edition, updated by Brian Blatt (Chalfont St Peter: Bradt Travel Guides, 2009). — Р. 314